# 克劳斯·格鲁纳
克劳斯·格鲁纳（德語：Klaus Gruner，1952年8月22日—），德国男子手球运动员。他曾代表东德参加1980年夏季奥林匹克运动会手球比赛，获得一枚金牌，他在赛事的所有六场比赛均有上场。